# 八代將軍吉宗
八代將軍吉宗是1995年 NHK製播的第三十四部大河劇，播放期間是同年1月8日 - 12月10日。
本劇是描寫江戶時代中期以實行享保改革而被稱為「江戶幕府中興之祖」的德川吉宗之故事，原作、劇本是先前編寫「獨眼龍政宗」的詹姆斯三木。本劇特色是以江守徹飾演的近松門左衛門一角做為解說史實的角色，同樣的手法在2000年的「葵德川三代」也被拿來使用。
參與演出本劇的演員們，幾乎是可以代表日本的演技實力派演員，使得本劇很具有吸引力。尤其是飾演吉宗長男、有語言障礙的九代將軍家重的 中村梅雀，他有許多淚流滿面的激動演出，引起話題。在這之前的三部作品(「琉球之風」「炎立」「花之亂」)在大河史上收視率頗低，相較之下，本作屬於高收視率。由於本劇所描寫時代是江戶中期，當時處於天下太平的時代，與一般動盪的戰國與幕末故事相較，自然也就較難吸引人。於是，這部戲就以「將軍家的家庭故事」做為中心主軸，有時頗漫畫化、有時又很具有感情，將吉宗的一生描寫得相當具有魅力，詹姆斯三木的手法頗值得贊賞。
當時朝日電視台正播出「暴坊將軍」，兩劇被拿來做比較，也造成話題。但本劇沒有武鬥場面。

## 解說員 近松門左衛門
江守徹演出的近松門左衛門是本劇旁白，負責歷史解說，本身也偶爾演出一下下。這是本劇最大的嘗試。像對於複雜的德川家系、享保改革等歷史，採取圖表方式呈現，甚至也使用現代語文如派對、連續劇的名詞，便於說明。同樣的手法，後來在2000年的葵德川三代也有用到（本劇是以德川光國擔任類似角色）。
近松在吉宗年代的確有此人，在享保9年(1724年)死去，死後，劇中他就以幽靈之姿登場。
第43回開頭，觀眾來信問到為何本劇在處理赤穗浪士時，沒有傳統進攻的場面？近松客串了一下將軍說，因為經費問題，只好用老畫面。使用的是1975年「元祿太平記」的畫面，但是當時的男主角，就是江守徹本人，避免矛盾，只好把他的畫面剪掉了。
第48回完結篇最後，吉宗在天國遇見生父光貞，隨後門左衛門親自向兩位說明往後日本發展，包含德川幕府將傳位到第15代後大政奉還給朝廷、武士薙髮令解除、隨著科技發展日新月異，各種生活也有重大改變，並在片尾呈現當時1995年日本現況。

## 工作人員
- 原作・劇本：詹姆斯三木
- 音樂：池邊晉一郎
- 題字・・・仲代達矢
- 撮影協力：和歌山縣、山梨縣小淵澤町

## 出演
- 德川吉宗（源六→新之助→松平頼方→徳川吉宗）・・・青柳翔→尾上松也→阪本浩之→西田敏行
- ・・・小林稔侍
- 有馬氏倫・・・須磨啟
- 德川綱吉・・・津川雅彥
- 柳澤吉保・・・榎木孝明
- 德川光貞・・・大瀧秀治
- 須磨・・・賀來千香子
- 久免・・・黑木瞳
- 古牟・・・細川文惠
- 阿紋(淨圓院)・・・山田邦子
- 德川家重・・・平野一真→莊田優志→池田貴尉→中村梅雀
- 德川家治・・・伊勢裕樹→石井卓
- 德川宗春・・・中井貴一
- 德川家宣・・・細川俊之
- 德川家繼・・・中村梅枝
- 荻原重秀・・・中島久之
- 牧野成貞・・・可知靖之
- 間部詮房・・・石坂浩二
- 室鳩巢・・・橋爪功
- 新井白石・・・佐藤慶
- 荻生徂徠・・・津嘉山正種
- 林信篤・・・鈴木瑞穗
- 石田梅岩・・・岩下浩
- 大岡忠相・・・瀧田榮
- 松平乘邑・・・阿部寬
- 水野忠之・・・石立鐵男
- 松平信祝・・・西岡德馬
- 土屋政直・・・名古屋章
- 久世重之・・・山本學
- 三浦為隆・・・龍雷太
- 水野重上・・・黑澤年男
- ・・・牟田悌三
- 豐島半之丞・・・福田豐土
- 田沼意次・・・小林健
- 大岡忠光・・・天宮良
- 德川綱教・・・辰巳琢郎
- 德川賴職・・・荒木計志郎→木村直雄樹→野口五郎
- 松平賴雄・・・寺泉憲
- 松平賴純・・・藤岡琢也
- 德川宗直・・・戶田都康→柄本明
- 德川光友・・・根上淳
- 德川綱誠・・・中山仁
- 德川繼友・・・羽賀研二
- 德川吉通・・・高橋政洋→堤真一
- 德川宗勝・・・新藤榮作
- 德川光圀・・・長門裕之
- 德川綱條・・・山本圭
- 德川宗堯・・・西村和彥
- 一橋宗尹・・・小林伊織→佐野泰臣→宍戶開
- 田安宗武・・・廣瀨斗史輝→島田伸亨→德山秀典→山下規介
- 柳澤吉里・・・森田剛
- 鶴姬・・・齊藤由貴
- 桂昌院・・・藤間紫
- 阿傳之方・・・夏木真理
- 鷹司信子・・・松原智惠子
- 右衛門佐・・・中田喜子
- 大典侍・・・床島佳子
- 天英院・・・草笛光子
- 月光院・・・名取裕子
- 本壽院・・・五月綠
- 梅津之方・・・八千草薰
- 阿逸・・・寺島忍
- 比宮培子・・・畠田理惠
- 阿幸・・・松原千明
- 志保・・・三林京子
- 阿常・・・丘光子
- 育姬・・・小田茜
- 千草・・・加藤麗子
- 柳澤定子・・・姿晴香
- 正親町町子・・・蘆川芳美
- 江島・・・阿部靜江
- 生島新五郎・・・堀内正美
- 松平武元・・・香川照之
- 神尾春央・・・佐佐木功
- 小川笙船・・・河原崎長一郎
- 山下幸內・・・北村和夫
- 前田綱紀・・・高松英郎
- 上杉綱憲・・・速水亮
- 近衛基熙・・・菅原謙次
- 淺野內匠頭・・・隆大介
- 吉良上野介・・・柳生博
- 天一坊・・・京本政樹
- 紀伊國屋文左衛門・・・小西博之
- 竹本義太夫・・・津村鷹志
- 近松門左衛門・解說・・・江守徹